# 楊先棻
楊先棻，字茹香，貴州貴陽府貴筑縣（今贵州贵阳）人，清朝政治人物、進士出身。
同治元年（1862年），登壬戌科進士，二甲六十九名，房师为翁同龢，改翰林院庶吉士。同治二年，散館授編修。同治四年，任會試同考官，是张英麟的房师，当年他的进士门生共15人。同治八年升内阁侍读学士，同治九年（1870）去世。